# Menjagrà frontblanc
El menjagrà frontblanc (Sporophila frontalis) és una espècie d'ocell pertanyent a la família Thraupidae.
Es pot trobar a l'Argentina, Brasil, i Paraguai. Habita planes tropicals o subtropicals humides i els boscos montans tropicals o subtropicals. Aquesta espècie es troba amenaçada per la pèrdua del seu hàbitat natural.